# 塩川国満
塩川 国満（しおかわ くにみつ）は、戦国時代の武将。摂津国多田荘の国人。

## 出自
塩川氏は摂津国塩川（現・兵庫県川西市）出身であると考えられる。源氏を名乗っており、多田源氏の末裔であった。「多田神社文書」には多田神社に田畠を寄進した人物として正安2年（1300年）5月18日・正和3年（1314年）3月2日には塩川仲基（馬太夫）が、延元元年（1336年）4月24日には塩川源太後室の比丘尼めうけんが、康安元年（1361年）10月1日には塩川藤七後室の藤井氏女が、貞治元年（1362年）10月2日には塩川奥殿の玉阿が、永享13年（1441年）3月19日には塩川秀仲が、嘉吉元年（1441年）10月2日には源頼宗が、応仁元年（1467年）には塩川秀満が、文明9年（1477年）には御料所代官の塩川慶秀が、明応元年（1492年）には塩川弘満が、明応6年（1497年）5月には塩川仲朝が、大永7年（1527年）には塩川宗真が、享禄2年（1529年）には塩川頼繁が、弘治3年（1557年）には塩川頼敦が、弘治3年（1558年）には塩川民部丞が、元亀元年（1570年）12月27日には塩川仲延が確認できる。

## 概要
江戸時代前期に塩川氏の家臣によって編纂された『高代寺日記』によると、曽祖父は塩川秀仲、祖父は塩川秀満、父は塩川種満とされ、明応9年（1500年）4月に生まれ永正16年（1519年）1月16日に元服し、外祖父・池田綱正の計らいによって細川高国の偏諱を賜り国満と名乗ったとされる。塩川氏は従来細川澄元派であったため種満はこれをよく思わなかったという。大永3年（1526年）5月18日には中山寺と清澄寺の境界相論について裁定を下している。大永5年（1528年）には国満と高国は不和であったという。享禄3年（1530年）2月には家臣40人と共に上洛して伏見宮邦高親王や九条稙通の邸宅を訪問している。この時期に上洛した理由は、当時京都を支配していた堺公方・足利義維派かつ晴元派の柳本賢治が足利義晴と義維の和睦を画策していたこと、賢治と対立し義維を将軍として拝戴することを望んでいた三好元長が阿波国におり戦闘が起こらなかったことなどが挙げられる。天文4年（1535年）3月に近衛稙家によって関白の座を退いていた九条稙通が摂津国小浜の毫摂寺（浄土真宗）に滞在して国満と交流している。
天文10年（1541年）8月12日には細川晴元の命令で三好長慶・三好政長・波多野秀忠らが国満の在城していた一庫城に攻撃をして籠城戦となった。国満や三宅国村・伊丹親興ら摂津国人は「内縁」の関係であった木沢長政に助けを求め、長政は長慶・政長軍を退けることに成功したものの、主君である晴元の意向を無視して対立する形となってしまったことから、10月に摂津国人と共に連名で三好政長の成敗を足利義晴に訴えた。しかし逆に義晴や晴元は長政の成敗へと動き出し、長政は天文11年（1542年）3月17日に太平寺の戦いで敗死した。長政滅亡のきっかけとなった国満は天文14年（1545年）には晴元へ帰参し、その命を受けて能勢氏や西郷氏を討伐していることから、初めから長政1人を滅亡させる計画であったとする説がある。
永禄9年（1566年）には家督を次男・長満に譲ったとされる。